# Gabriella Doueihy
Gabriella Doueihy, född 30 april 1999, är en libanesisk simmare.
Doueihy tävlade för Libanon vid olympiska sommarspelen 2016 i Rio de Janeiro, där hon blev utslagen i försöksheatet på 400 meter frisim.